# All I Want for Christmas Is You
All I Want for Christmas Is You je vánoční píseň americké zpěvačky Mariah Carey. Mariah píseň napsala a produkovala s Walterem Afanasieffem. Společnost Columbia Records ji vydala 1. listopadu 1994 jako hlavní singl ze svého čtvrtého studiového alba Mariah Merry Christmas z roku 1994. Píseň je považována za nejprodávanější moderní vánoční píseň.
K prosinci 2022 má oficiální videoklip 737 milionů zhlédnutí na YouTube.

## Umístění v žebříčcích

### Týdenní žebříčky
Následující tabulka obsahuje týdenní žebříčky od roku 1994 do 2018 pouze s 1. pozicí.
| Žebříčky (1994–2018)                | Pozice |
| ----------------------------------- | ------ |
| Česko (Singles Digitál Top 100)     | 1      |
| Dánsko (Tracklisten)                | 1      |
| Maďarsko (Single Top 40)            | 1      |
| Maďarsko (Stream Top 40)            | 1      |
| Japan Hot Overseas (Billboard)      | 1      |
| Nizozemsko (Single Top 100)         | 1      |
| Norsko (VG-lista)                   | 1      |
| Portugal Digital Songs (Billboard)  | 1      |
| Slovensko (Singles Digitál Top 100) | 1      |
| Slovinsko (SloTop50)                | 1      |
| Švédsko (Sverigetopplistan)         | 1      |
| UK R&B (Official Charts Company)    | 1      |
| US Holiday 100 (Billboard)          | 1      |